# Tithoniae Fossae
Tithoniae Fossae és una estructura geològica del tipus fossa a la superfície de Mart, situada amb el sistema de coordenades planetocèntriques a -0.5 ° de latitud N i 283.63 ° de longitud E. Fa 838 km de diàmetre. El nom va ser fet oficial per la UAI l'any 1982 i pren el nom d'una característica d'albedo.